# Луцький зоопарк
Лу́цький зоологі́чний парк — це природоохоронна, науково-дослідна та культурно-освітня установа, штучний об'єкт природно-заповідного фонду, розташований у м. Луцьку на території Центрального парку.

## Діяльність

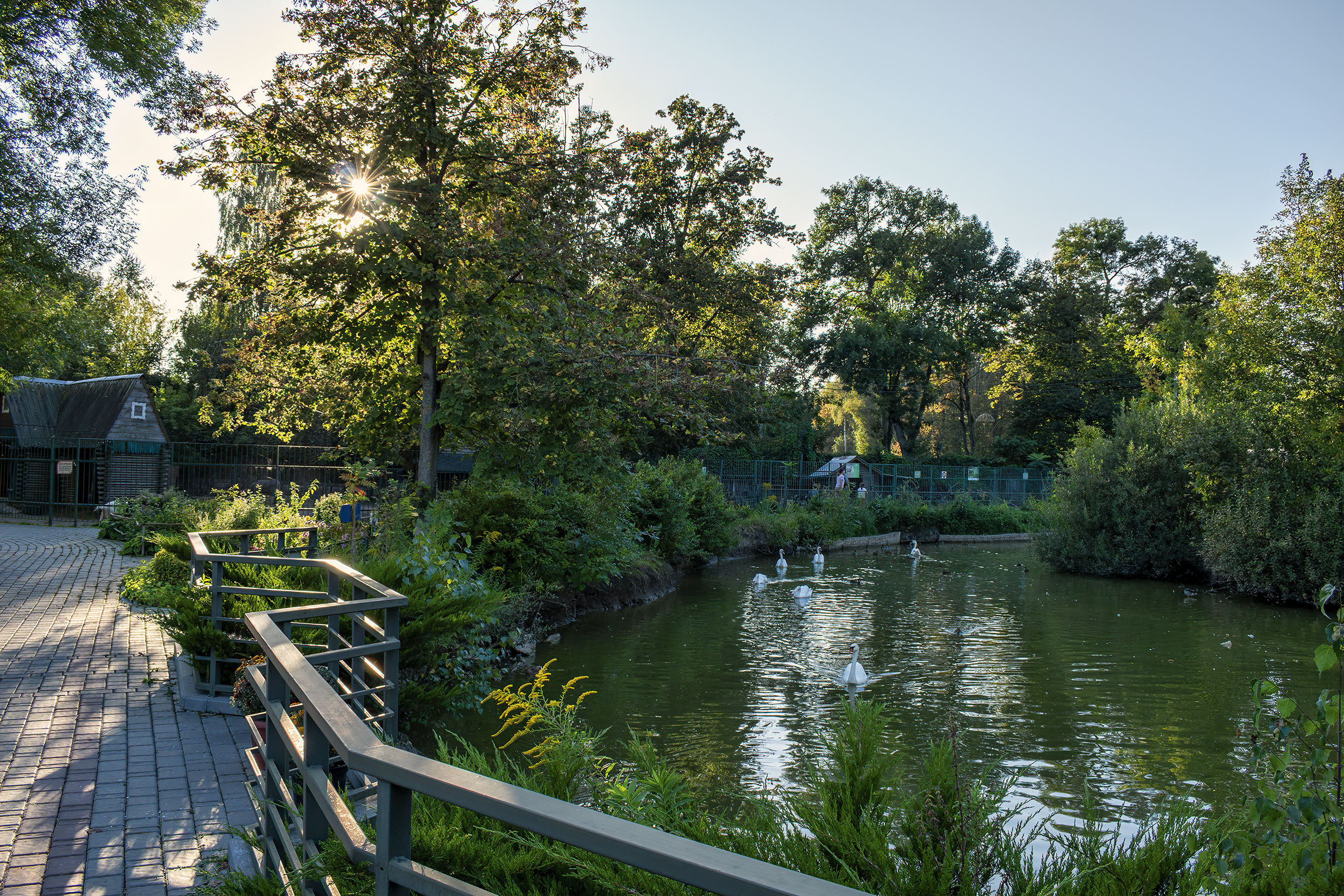
Ставок у Луцькому зоопарку

В зоопарку утримуються звірі, копитні, примати, гризуни, птахи і рептилії з різних регіонів України та світу. Багато з них занесені до Червоної книги України та Європи. На території діють загони, вольєри та клітки з тваринами, контактний зоопарк, ветеринарна клініка. Утримання багатьох тварин відбувається за рахунок різних підприємств України.
У Луцькому зоопарку також відбуваються екологічні квести, сімейні фестивалі, святкування Міжнародного дня дітей, Дня вишиванки, Івана Купала та багатьох інших свят.

## Зооекспозиція
Зооекспозиція складається зі 146 видів тварин загальною кількістю 2300 особин. У тому числі благородні олені, кози, верблюди, мавпи-капуцини, лемури, сурикати, сови, леви, ведмеді, вовки, бізон, антилопа[яка?], лама, їжатець, єноти, фазани, павичі, чорні лебеді, пелікан, дика свиня, в'єтнамські свині, патагонська мара, носухи, песець, рись, чорнобурки, поні, валлійські кози, віслюки, барани, чорночубі мангобеї, морські свинки, хом'яки, кролики, папуги[які?].

## Історія
Зоопарк було засновано в 1979 році. Першими тваринами, поселеними в ньому, були благородні олені, страуси та лебеді-шипуни.
Згідно з рішенням міської ради Луцька від 7 грудня 2011 року, зоопарк отримав статус окремого комунального підприємства «Луцький зоопарк», яке займає біля 4 гектарів площі.
З 2013 року зоопарк поступово реконструювався власними силами та фінансуванням з міського бюджету. В ньому налічувалось 46 видів тварин.
У 2015 році було проведено загальну реконструкцію зоопарку. Завдяки програмі транскордонного співробітництва Польща-Білорусь-Україна відбулося спорудження вольєрів для ведмедів і оглядового майданчика перед ним; вольєрів для левів, також з оглядовим майданчиком; проведено заміну застарілих вольєрів та огорожі, виконано загальний благоустрій території. Також було встановлено бездротовий інтернет-зв'язок Wi-Fi на всій території зоопарку.
З 2017 року Луцький зоопарк приєднався до єдиної системи зоопарків світу (Species360 – міжнародна система інформації видів).
У 2018 році за вагомий внесок у розвиток економіки регіону, здобуття права першості в галузі та відмінну динаміку розвитку підприємства КП «Луцький зоопарк» отримало Національний сертифікат «Компанія року».